# تيم ميتشيل
تيم ميتشيل (بالإنجليزية: Tim Mitchell)‏ هو كاتب أغاني ومنتج أسطوانات أمريكي، ولد في 5 أبريل 1963 في ديترويت في الولايات المتحدة.

## وصلات خارجية
- تيم ميتشيل على موقع IMDb (الإنجليزية)
- تيم ميتشيل على موقع ميوزك برينز (الإنجليزية)
- تيم ميتشيل على موقع أول ميوزيك (الإنجليزية)
- تيم ميتشيل على موقع أول ميوزيك (الإنجليزية)
- تيم ميتشيل على موقع ديسكوغز (الإنجليزية)